# Sinnliche Sehnsucht
Sinnliche Sehnsucht (Originaltitel: Tendres souvenirs) ist ein französischer Porno-Spielfilm des Regisseurs Michel Antony aus dem Jahr 1980. Er zählt zu den Klassikern der Pornogeschichte und wurde vom Label Herzog Video auf DVD veröffentlicht.

## Handlung
Der Film beginnt mit einer Szene, die Mario in einem Operationssaal zeigt, mit Elektroden auf dem Kopf und Ärzten, die ihm raten, er müsse sich erinnern. Als es ihm gelingt, springt die Handlung um ein Jahr zurück und der eigentliche Film beginnt.
Die Geschichte spielt in einem Fischereidorf in Südfrankreich. Mario ist Medizinstudent und in Claudia, die Tochter seines Vermieters, verliebt. Charlotte fühlt sich auch zu Mario hingezogen, doch der will nichts mit ihr zu tun haben. Nach seinem Studienabschluss begibt sich Mario für ein Praktikum nach Zaire im Kongo. Die Eltern von Charlotte erlauben ihr nicht, mit Mario zu reisen. Mario lernt eine Indigene kennen. Claudia bleibt ebenfalls nicht treu und heiratet einen anderen Mann. Marios Liebesbriefe werden von Charlotte abgefangen und an Stelle von Claudia beantwortet. Als Mario zurückkommt, erfährt er, was passiert ist, doch Charlotte kümmert sich um ihn.

## Wissenswertes
- Der Film stammt aus der PreVideo-Ära, das heißt, die Breitwand von 1.78 : 1 ist ein Widescreen-Format eines tatsächlich in 35 mm gedrehten Filmes.